# 王耕捷
王耕捷（1964年9月—），云南建水人，汉族，中国共产党党员。中华人民共和国政治人物、第十三届全国人民代表大会云南省代表。中国铁路昆明局集团总经理。

## 生平
2018年，王耕捷被选为云南省出席第十三届全国人民代表大会代表。